# Герасим (Шевцов)
Архиепископ Гера́сим (в миру Вита́лий Никола́евич Шевцо́в; род. 8 сентября 1971, Москва) — архиерей Русской православной церкви, архиепископ Владикавказский и Аланский (с 2021).
Ранее — клирик Японской православной церкви и первый настоятель единственного в Японии мужского монастыря в честь святого Николая Японского (2006—2019), православный миссионер.

## Биография
Родился 8 сентября 1971 года в Москве.
С 1988 по 1993 год обучался в Московском геологоразведочном институте. С 1993 по 1997 год обучался в Московской духовной семинарии, а с 1997 по 2001 год — в Московской духовной академии.
15 марта 1996 года был принят в братию Троице-Сергиевой лавры и 17 апреля 1997 года пострижен в монашество с наречением имени Герасим (в честь преподобного Герасима Иорданского). 19 декабря 1997 года хиротонисан во иеродиакона, а 18 июня 2000 года в день праздника Святой Троицы патриархом Московским и всея Руси Алексием II в Троицком соборе лавры хиротонисан во иеромонаха.
С 2001 по 2005 год преподавал в Православном Свято-Тихоновском гуманитарном университете на военной кафедре.
В 2005 году, в ответ на обращение предстоятеля Японской православной церкви митрополита Токийского Даниила (Нусиро) с просьбой к священноначалию Московского патриархата об оказании содействия в возрождении монашеской жизни в Японии, решением Священного синода Русской православной церкви от 16 июля 2005 года (журнал № 47) был направлен в юрисдикцию Японской православной церкви для устроения монашеского братства. 1 декабря 2005 года прибыл в Японию и с 2006 года возглавил монашеское братство, располагавшееся первоначально при Воскресенском соборе в Токио.
В 2009 году принял участие в Поместном соборе Русской православной церкви как делегат от монастырей Токийской епархии.

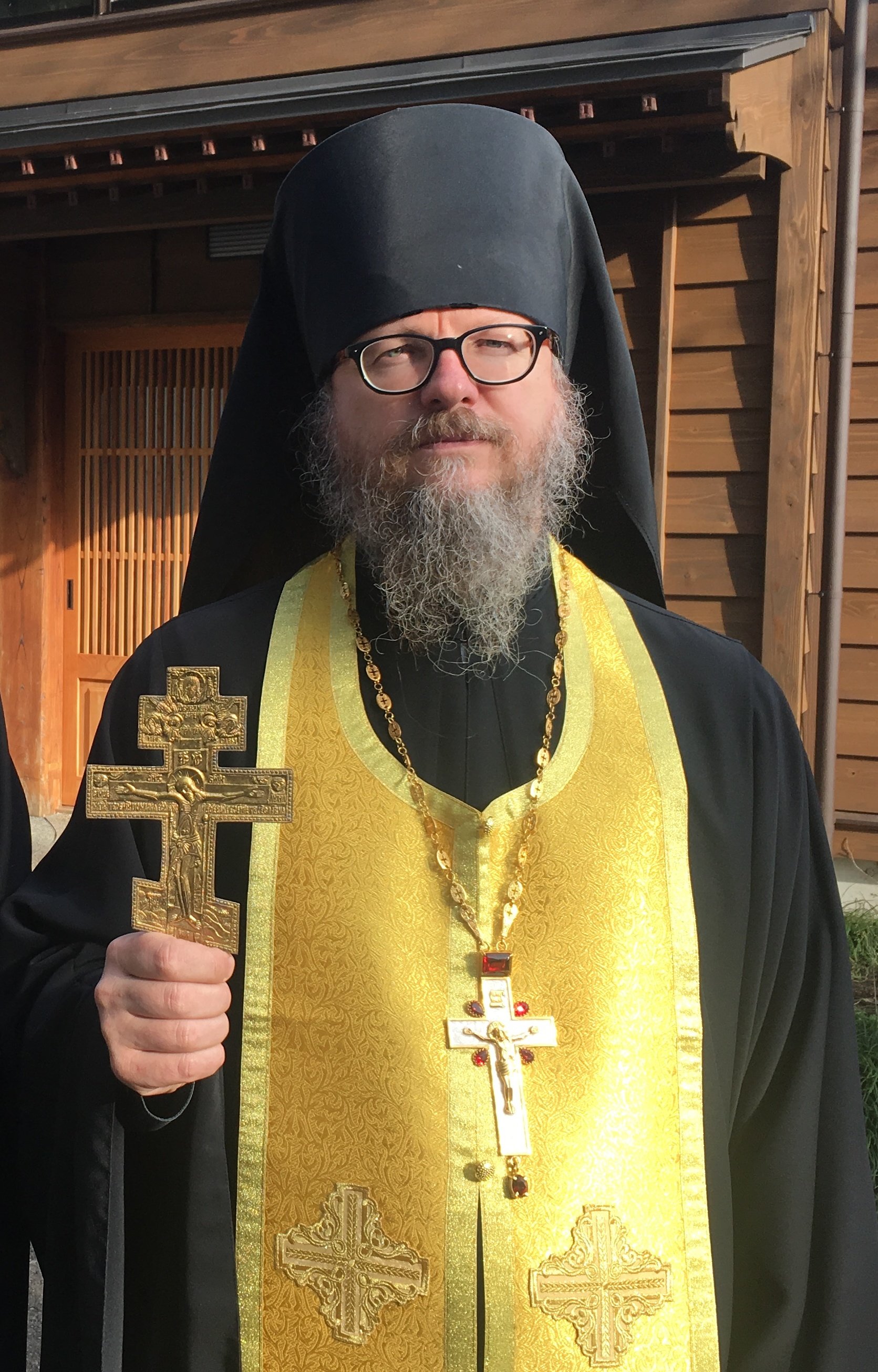
Архимандрит Герасим во время своего служения в Японии

В сентябре 2012 года в Воскресенском кафедральном соборе города Токио патриархом Московским и всея Руси Кириллом был возведён в достоинство архимандрита.
В конце декабря 2016 года опроверг распространяющуюся мифологизацию отношений святителя Николая Японского и Василия Ощепкова, в связи с чем подвергся критике от сторонников «православных единоборств».
В связи с тем, что митрополит Токийский и всей Японии Даниил и архиепископ Сендайский Серафим (Цудзиэ) приняли решение отложить реализацию плана учреждения монастыря в Японии и предложили отозвать архимандрита Герасима (Шевцова), Священный синод Русской православной церкви 30 августа 2019 года постановил завершить пребывание архимандрита Герасима в Японии и направить его в распоряжение патриарха Московского и всея Руси Кирилла.
С 23 апреля по 1 августа 2020 года находился в введении управляющего Корейской епархией, совершая богослужения в русском приходе в Сеуле.
25 августа 2020 года назначен на должность казначея Свято-Троицкой Сергиевой лавры.
6 ноября 2020 года в дополнение к несомым послушаниям назначен штатным клириком храма священномученика Власия (Спаса Преображения) в Старой Конюшенной слободе города Москвы.
20 ноября 2020 года решением Священного синода Русской православной церкви назначен заместителем руководителя финансово-хозяйственного управления Московского патриархата.

## Архиерейское служение
На заседании Священного синода 23—24 сентября 2021 года было постановлено архимандриту Герасиму (Шевцову) быть преосвященным Владикавказским и Аланским, священноархимандритом Аланского Успенского мужского монастыря селения Хидикус Алагирского района Северной Осетии с освобождением его от должности заместителя председателя финансово-хозяйственного управления Московского патриархата.
14 октября 2021 года в храме Христа Спасителя в Москве хиротонисан во епископа Владикавказского и Аланского. Чин рукоположения совершили: патриарх Московский и всея Руси Кирилл, митрополит Воскресенский Дионисий (Порубай), архиепископ Клинский Леонид (Горбачёв), епископ Наро-Фоминский Парамон (Голубка), епископ Одинцовский и Красногорский Фома (Мосолов), епископ Сергиево-Посадский и Дмитровский Фома (Демчук), епископ Зеленоградский Савва (Тутунов).
13 ноября 2022 года в Георгиевском соборе Владикавказа патриарх Кирилл возвел епископа Герасима в сан архиепископа.

## Награды
- Орден святого равноапостольного Николая, архиепископа Японского III степени (сентябрь 2012)